# Parque O'Melveny
El Parque O'Melveny (en inglés: O'Melveny Park) es un parque público ubicado en la sierra de Santa Susana, en el norte del barrio de Granada Hills del norte del valle de San Fernando, en la parte más al norte de la ciudad de Los Ángeles, California.

## Historia
El parque lleva el nombre de Henry W. O'Melveny, en 1927 uno de los miembros originales de la Comisión de Parques Estatales de California. Originalmente llamado C. J. Ranch, el  terreno del Parque O'Melveny fue comprado en 1941 por el abogado John O'Melveny de la firma de abogados O'Melveny & Myers y luego adquirido por The Trust for Public Land y convertido en un parque. Medio parque fue comprado por la ciudad de Los Ángeles en 1973 por $454,760. Entre 1980 y 1985, $750,000, dinero aprobado por la ciudad, fueron invertidos en el fomento del parque, incluyendo sistemas de riego, baños, mesas de pícnic y una cerca de madera alrededor del cañón de Bee.

## Descripción
El Parque O'Melveny es el segundo parque público más grande de Los Ángeles después del Parque Griffith. El Parque O'Melveny es administrado por el Departamento de Recreación y Parques de la Ciudad de Los Ángeles.
Proporciona grandes áreas verdes, mesas de pícnic y es conocido por sus extensos senderos para caminatas y caballos y las impresionantes vistas a las que conducen. Cerca de la entrada hay una arboleda de árboles de cítricos, casi todos de los cuales son toronjos. 
Un cuidador vive en una residencia en el parque.